# Kirchenverfassung
Als Kirchenverfassung bezeichnet man die Gesamtheit derjenigen kirchenrechtlichen Normen, die die wesentlichen Grundsatzentscheidungen über Aufbau und Organisation einer Kirche (Organisation) treffen. Die Verfassung beeinflusst häufig auch die materiellen, religiösen, sittlichen, moralischen und intellektuellen Verhältnisse innerhalb der jeweiligen Kirche. Sie kann zugleich eine Legitimationsbasis für die Kirche als Institution sein.

## Verfassungen der verschiedenen Kirchen
Die einzelnen Kirchenverfassungen sind sowohl durch theologische Überzeugungen der jeweiligen Kirchen beeinflusst als auch durch historische Entwicklungen. Sie unterscheiden sich deshalb erheblich voneinander.

### Römisch-Katholische Kirche
Die römisch-katholische Kirche kennt keine Verfassung im formellen Sinne, also keine Verfassungsurkunde, in der die relevanten Normen zusammengefasst wären.
Die Codexreformkommission für den CIC/1983 beabsichtigte auch eine kirchliche Verfassung vorzulegen, die Lex Ecclesiae Fundamentalis (abgekürzt: LEF) (in etwa: Grundgesetz der Kirche) genannt wurde. Ein Entwurf wurde 1971 weltweit zur Stellungnahme versandt. Schließlich ein 7. Entwurf 1980 dem Papst übergeben. Dieser entschied ohne nähere Begründung, das Projekt aufzugeben. Von den 86 Canones des Entwurfs des LEF in seiner letzten Fassung wurden 38 Canones in den CIC/1983 bzw. später in den CCEO integriert. Damit haben sie formell keinen Verfassungsrang.
Dennoch kennt auch die römisch-katholische Kirche Rechtsnormen, die im materiellen Sinne Verfassungsnormen darstellen. Diese haben aber nur zu einem geringen Teil Eingang in den Codex Iuris Canonici, die Kodifikation des kanonischen Rechts, gefunden. Besonderes Merkmal sind die Organisation als Weltkirche und die hierarchische Struktur. Der Papst als Bischof von Rom, „in dem das vom Herrn einzig dem Petrus, dem Ersten der Apostel, übertragene und seinen Nachfolgern zu vermittelnde Amt fortdauert, ist Haupt des Bischofskollegiums, Stellvertreter Christi und Hirte der Gesamtkirche hier auf Erden; deshalb verfügt er kraft seines Amtes in der Kirche über höchste, volle, unmittelbare und universale ordentliche Gewalt, die er immer frei ausüben kann.“ (Can. 331). Typisch ist auch die Unterteilung in Klerus und Laien, wobei kraft ius divinum nicht nur von verschiedenen Aufgaben, sondern von einem Wesensunterschied ausgegangen wird (Can. 207 § 1: „Kraft göttlicher Weisung gibt es in der Kirche unter den Gläubigen geistliche Amtsträger, die im Recht auch Kleriker genannt werden, die übrigen dagegen heißen auch Laien.“).

### Evangelische Kirchen, insbesondere Landeskirchen in Deutschland
Die evangelischen Landeskirchen und ihre Zusammenschlüsse haben ihre Normen von grundlegender Bedeutung in Verfassungsurkunden erlassen. Diese werden häufig als Grundordnungen (GO) oder als Kirchenordnungen bezeichnet.
Anders als die römisch-katholische Kirche sind die evangelischen Kirchen keine Weltkirchen. Auch ist der hierarchische Aufbau nicht in gleicher Weise vorhanden (vgl. etwa Artikel 7 der Grundordnung der Evangelischen Landeskirche in Baden: „Die verschiedenen Ämter in der Kirche begründen keine Herrschaft der einen über die anderen, sondern haben Teil an dem der ganzen Gemeinde anvertrauten Dienst.“). Wegen des reformatorischen Prinzips des allgemeinen Priestertums aller Gläubigen ist eine Unterscheidung nach Priestern und Laien unbekannt (vgl. etwa § 44 Abs. 1 S. 2 GO: „Aufgrund der Taufe ist jeder Christ zu Zeugnis und Dienst in der Gemeinde und in der Welt bevollmächtigt und verpflichtet.“). Folglich bestehen umfangreiche Mitwirkungsrechte der Mitglieder in kirchlichen gesetzgebenden Gremien (Synoden). Während des landesherrlichen Kirchenregiments waren die Landesfürsten (Not-)Bischöfe. Nach dem Wegfall der Monarchie und der endgültigen Trennung der Landeskirchen vom Staat haben die meisten Landeskirchen wieder einen Bischof oder Landesbischof eingeführt. In manchen Kirchen heißt der leitende Geistliche dagegen Kirchenpräsident oder Präses.
Hinsichtlich Aufbau und Organisation der Landeskirchen haben sich verschiedene Typen herausgebildet. Beim episkopal-konsistorialen Typ stehen sich Bischof und Leitungsbehörde (Konsistorium) einerseits und die Synode andererseits gegenüber, die Leitungsgewalt wird also den Organen originär zugeteilt (Trennungsprinzip). Diesem Typus folgen in der Regel eher die lutherischen Landeskirchen, beispielsweise die Evangelisch-Lutherische Kirche in Bayern und die Evangelische Landeskirche in Württemberg. Beim synodalen Typ (z. B. Evangelisch-reformierte Kirche) steht dagegen die gewählte Landessynode im Zentrum, die übrigen Gremien und Ämter leiten sich von dort ab (Einheitsprinzip). Es gibt aber auch Mischformen, bei denen neben Synode einerseits und Bischof und Konsistorium (oder Oberkirchenrat) andererseits noch verbindende Gremien bestehen. Ein Beispiel hierfür ist der Landeskirchenrat in der Evangelischen Landeskirche in Baden, dem neben Bischof, Prälaten und Oberkirchenräten auch gewählte Vertreter der Landessynode angehören.

## Geschichtliche Entwicklung
Im Falle der Erstarrung dieser Zustände besteht die Notwendigkeit zu Reformen der Kirchenverfassung. Ein solcher Fall tritt oft dann ein, wenn ein Bezug zwischen der christlichen Lehre und der Kirche als Institution des Glaubens bei den Gemeindegliedern nicht im ausreichenden Maße hergestellt werden kann. Dabei kommen nicht selten Diskrepanzen zwischen der Volksfrömmigkeit und dem offiziellen Glauben, welchen die Kirche vermittelt, und ihrer Auffassung von Glauben vor. Oft gibt es auch eine Notwendigkeit zu Reformen, wenn die hierarchische Ordnung innerhalb der Kirche durch die Abgrenzung von kirchlicher und weltlicher Macht zum Problem wird.

### Mittelalter
Die Kirchenreformen des 11. Jahrhunderts und der Investiturstreit geben hiervon schon einige Vorstellung. Weiterhin lässt z. B. die Erstarrung der spätmittelalterlichen Kirchenverfassung die Notwendigkeit der Reformen immer deutlicher hervortreten. Als Beispiele für einen umfassenden Reformbedarf können für die Zeit des Spätmittelalters im 14. und 15. Jahrhundert die Namen von Kirchenreformern wie John Wyclif, Wilhelm von Ockham und Jan Hus gelten. Diese sind in vorreformatorischer Zeit fraglos die bekanntesten unter den Reformkräften innerhalb der Kirche. Auch Johann von Wesel oder Johann Pupper von Goch als Vertreter der deutschen „Reformkirche“ können wir hier nennen. Letztlich war auch der Konziliarismus eine Bewegung zur Reform der Kirchenverfassung, die zum absoluten Machtanspruch des Papstes ein quasi-synodales Gegenbild entwarf. Die auf den Reformkonzilien getroffenen Entscheidungen konnten aber im Laufe des 15. Jahrhunderts nicht durchgesetzt werden und verliefen so mehr oder weniger im Sande. Auch in reformatorischer Zeit gibt es weiterhin katholische Reformbestrebungen, die als Fortführung dieser Linien verstanden werden können. Die bekanntesten Vertreter sind Papst Hadrian VI. und Erasmus von Rotterdam.

### Reformation
Die Reformation, wie sie durch den Reformator Martin Luther, wenn auch nicht so beabsichtigt, jedoch eingeleitet wird und damit endgültig zur Abspaltung von der Katholischen Kirche führt, ist hiervon eine Folge wie auch die innerkatholische Reformbewegung im Zuge des Konzils von Trient, der Gegenreformation und der Glaubenskämpfe, die bis zum Ende des Dreißigjährigen Krieges im Jahre 1648 andauern. Dass diese kirchlichen Verhältnisse zugleich auch von allgemeinen politischen Verhältnissen abhängig sind und umgekehrt diese wiederum auf die allgemeine Politik zurückwirken, steht außer Frage. Die Erkenntnis jedoch, dass Reformation, katholische Reform, Gegenreformation hier in der spätmittelalterlichen Kirchenverfassung ihre gemeinsame Wurzeln haben, hatte schon spätestens 1880 Wilhelm Maurenbrecher in seinem Buch Geschichte der katholischen Reformation, Bd. I, Nördlingen 1880 gewonnen. Dennoch muss beachtet werden, dass im 16. Jahrhundert die evangelische(n) Kirche(n) und die römisch-katholische Kirche einen grundlegend unterschiedlichen Weg zur Ordnung der Kirche beschreiten: Während die katholische Kirche noch über Jahrhunderte hinweg die Fortschreibung des mittelalterlichen Kirchenrechtes im Corpus Iuris Canonici betreiben wird und erst 1917 mit dem Codex Iuris Canonici ein neues Rechtsbuch vorlegen wird, wird ab den späten 1520er Jahren in Sachsen, Württemberg und den großen Reichsstädten ein völlig neuer Typus von Kirchenverfassung konzipiert: Die evangelische Kirchenordnung.
Schon im 16. Jahrhundert werden die beiden oben angesprochenen Grundarten evangelischer Kirchenverfassung, das synodale und das episkopal-konsistoriale System, entwickelt. Während sich in praktisch allen deutschen Landeskirchen unter dem Regiment der Landesfürsten das letztere durchsetzt, entwickelt sich ersteres vor allem in der Schweiz, in Frankreich (Hugenotten), in den Niederlanden und am Niederrhein (Weseler Konvent), in den reformierten Flüchtlingsgemeinden in Deutschland – aber auch z. B. in den lutherischen Kirchen Siebenbürgens. Also überall dort, wo sich reformatorische Kirchen ohne direktes landesherrliches Patronat oder sogar explizit gegen ein solches organisieren. Die Frage nach der Form der Kirchenverfassung einer evangelischen Kirche ist also viel weniger ein konfessionelles Merkmal, als das es heute wahrgenommen wird (nach dem Motto: reformiert = synodal, lutherisch = episkopal), sondern ein historisches und politisches.

### Neuzeit
Auch zu späterer Zeit haben wir Ereignisse, die auf die Kirchenverfassung insbesondere der katholischen Kirche einschneidende Bedeutung haben. Erstes Vatikanisches Konzil (Vaticanum I) und Zweites Vatikanisches Konzil (Vaticanum II) sind jeweils Ereignisse in der Kirchengeschichte der katholischen Kirche im 19. und 20. Jahrhundert, welche Reformen der bestehenden Kirchenverfassung beinhalten beziehungsweise Reformbedarf daran signalisieren.